# مکس الکساندر
مکس الکساندر (انگلیسی: Arthur Alexander؛ ‏ ۳۰ آوریل ۱۹۰۹ – ۳ آوریل ۱۹۸۹) تهیه‌کننده فیلم اهل ایالات متحده آمریکا بود.
از فیلم‌هایی که وی در آن‌ها نقش داشته‌است، می‌توان به راه گریزی ندارم و جرم بین‌المللی اشاره نمود.